# Shakedown: Hawaii
Shakedown: Hawaii è un videogioco di azione-avventura e open world sviluppato da Vblank Entertainment. Il videogioco è stato pubblicato nel 2019 su Microsoft Windows, Nintendo Switch, PlayStation 4 e PlayStation Vita e nel 2020 su Wii, Wii U, PlayStation 3 e PlayStation 5.